# Олово
 Тази статия е за химичния елемент.  За града в Босна и Херцеговина вижте Олово (град).  
Оловото е химичен елемент, метал и минерал. Означението му в периодичната система е Pb (от латински: plumbum), а атомният му номер е 82.

## Получаване
Основният източник за получаване на олово са сулфидните полиметални руди, минералът галенит – PbS. Получаването на олово от галенит се извършва по схемата: {\displaystyle {\ce {PbS->PbO->Pb}}}.
Първоначално рудата се обогатява. Полученият концентрат се подлага на окислително обгаряне:
{\displaystyle {\ce {2PbS + 3O2->2PbO + 2SO2 ^}}}.
При обгарянето се добавят флюси (CaCO3, Fe2O3, SiO2). Те образуват разредена фаза, циментираща шихта. Полученият агломерат съдържа 35 – 45 % Pb. По-нататък съдържащото се в агломерата олово (II) и медни оксиди се възстановяват чрез кокс:
{\displaystyle {\ce {PbO + C->Pb + CO ^}}} и {\displaystyle {\ce {PbO + CO->Pb + CO2 ^}}}.
Черното олово се получава при взаимодействие на изходна сулфидна руда с кислород (автогенен способ). Процесът протича в 2 етапа:
{\displaystyle {\ce {2PbS + 3O2->2PbO + 2SO2 ^}}},
{\displaystyle {\ce {PbS + 2PbO->3Pb + SO2 ^}}}.
За следващото пречистване на така нареченото сурово или черно олово от примесите Cu, Sb, Sn, Al, Bi, Au, и Ag се използва класическият пирометалургически метод или електролиза.
Страни, които са най-големи производителни на олово (включително и вторично олово) за 2016 година (по данни на ILZSG – Международна група за изучаване на олово и цинк), в хиляди тонове:
| Страна    | Добив (тонове) |
| --------- | -------------- |
| Китай     | 2400           |
| Австралия | 500            |
| САЩ       | 335            |
| Перу      | 310            |
| Мексико   | 250            |

## Физични и химични свойства
Оловото е сиво-бял, мек и пластичен метал със силен метален блясък. Разтваря се в киселини и се окислява при обикновена температура, но се пасивира – образува тънка оксидна кора, която го предпазва от по-нататъшно окисление. Съединенията му са отровни. Олово се добива главно от минералите галенит, церусит и англезит. Най-големи находища има в Австралия, Канада, Русия, Испания. Приложение – за сплави, химични апаратури, изолатор на кабели, акумулатори, за защита от радиоактивни лъчения, за куршуми, сачми и др.

### Строеж на атома
Оловото е химичен елемент от IV А група и в 6 период. 82-та електрона в електронната му обвивка са групирани в 6 електронни слоя. Във външния електронен слой има 4 електрона, от които два са единични и една електронна двойка. Оловото има по-голям атомен радиус от елементите в 4А група. Поради това той по-слабо привлича валентните си електрони от външния електронен слой. При химичните взаимодействия отдава два или четири електрона, като проявява втора или четвърта валентност.

## Свойства и употреба
Прясно отрязаната повърхност на оловото има сивосинкав цвят и метален блясък. Оловото е тежък метал (p – 11,3 g/cm3) и ниско топим (т.т. – 327 °C). Топи се сравнително лесно. Оловото е много мек метал, реже се с нож и оставя сива следа върху хартия. Той е пластичен и се валцува на тънки листа. Има по-малка топлопроводимост и електропроводимост в сравнение с медта и среброто.

### Взаимодействие с прости вещества
На въздух оловото бързо губи металния си блясък. Става матово или сиво, защото се покрива с оловен оксид, който прилепва плътно към метала и го предпазва от по-нататъшно окисление.
{\displaystyle {\ce {2Pb + O2->2PbO}}}
При загряване оловото взаимодейства с хлора, сярата и други неметали.
{\displaystyle {\ce {Pb + Cl2->PbCl2}}}
{\displaystyle {\ce {Pb + S->PbS}}}
С металите оловото образува сплави: мек припой – сплав за куршуми и ловджийски сачми, лагерна сплав и др.
Оловото поглъща радиоактивните лъчения, затова се използва за направата на защитни прегради, на защитни наметали при рентгенови снимки и др.
Оловото се намира точно пред водорода в реда на окислителната активност на металите. Със солна и със сярна киселина оловото почти не взаимодейства, защото по повърхността му се образуват неразтворимите соли PbCl2 и PbSO4. Това определя използването му в огромни количества главно в автомобилите за направата на оловни акумулатори.

### Съединения
Оловото е средно активен метал. Образува няколко оксида.
Елементът се намира непосредствено преди водорода в РОАМ. Реагира с основи и киселини (разредена азотна и концентрирана солна). Мястото му определя взаимодействието със силни киселини, каквато е солната.
{\displaystyle \mathrm {Pb+2NaOH+2{H_{2}}O\rightarrow Na_{2}[Pb(OH)_{4}]+H_{2}\uparrow } }
{\displaystyle \mathrm {3Pb+8HNO_{3}\rightarrow 3Pb(NO_{3})_{2}+2NO\uparrow +4H_{2}O} }
{\displaystyle \mathrm {Pb+2HCl\rightarrow PbCl_{2}+H_{2}\uparrow } }.
Реакцията на Pb с концентрирана HCl възниква поради образуването на разтворимо комплексно съединение. Оловото се пасивира от H2SO4 и разредена HCl, защото се образува неразтворим PbSO4 и слабо разтворим PbCl2, респективно.

## Физиологично действие
Оловните пари и оловните йони имат отровно действие. Те попадат в човешкия организъм чрез въздуха, водата и храната. Големи количества аерозоли постъпват в атмосферата при изгарянето на оловосъдържащия бензин. Затова все повече се използва безоловен бензин.
Оловото се натрупва в организма и когато достигне определено количество, предизвиква болестта сатурнизъм. Заболелият получава нервно разстройство и венците на зъбите му добиват сивкав цвят. При хроничните отравяния се поразяват кръвотворните органи, засягат се някои ензими, жлезите с вътрешна секреция и др. Дози от 0,2 – 0,3 mg/kg оловни съединения са достатъчни за появата на отровно действие. Опасност от отравяне има при боядисване с оловни бои, при пазене на храна в гледжосани съдове, отровна е газовата смес от ауспуха на колите и т.н. Ежегодно около 200 000 t Pb замърсяват околната среда на планетата Земя. В този процес участва и човекът.
Също така оловото се натрупва и в костите на живите организми. Протича процесът заместване на калция с олово.

## Разпространение
Оловото се среща в природата в съединено състояние. Най-разпространената оловна руда е галенитът. В България находища има в Родопите, Искърския пролом, Врачанско и др. Рудата е полиметална и наред с оловото в заводите в Кърджали (Оловно-цинковия завод) и Пловдив (КЦМ АД) се получават и други метали.

## Производство
Класическата пирометалургична технология за производство на олово използва за основна суровина сулфидни оловни концентрати.

## Действие върху човека и живите организми
Оловните пари и оловните йони имат отровно действие. Това е един от най-токсичните тежки метали. Йоните му попадат в човешкия организъм чрез въздуха, водата и храната. Големи количества аерозоли постъпват в атмосферата при изгарянето на оловосъдържащия бензин. Затова все повече се използва безоловен бензин, а оловният се ограничава. Оловото се натрупва в организма и когато достигне определено количество, предизвиква болестта сатурнизъм. Заболелият получава нервно разстройство и венците на зъбите му добиват сивкав цвят. При хроничните отравяния се поразяват кръвотворните органи, засягат се някои ензими, жлезите с вътрешна секреция и др. Дози от 0,2 – 0,3 mg/kg оловни съединения са достатъчни за появата на отровно действие.
Оловото предизвиква и психически разстройства и усложнения. Детоксикацията на човек отровен с олово е невъзможна. В Римската Империя, Царска Русия и в Западна Европа водопроводите, чиниите и приборите за хранене са били оловни, тъй като оловото е мек и леснообработваем метал. Това е довело до масови психически проблеми. Оловото също предизвиква и хронични заболявания в потомството на отровените. Дори има теории, че Римската Империя е западнала, защото римляните са се превърнали в една невменяема нация с психически увреждания, податлива на разврат и с неуравновесен избухлив характер вследствие на генетично предаване на болести, предизвикани от отравяне с олово, тоест – децата вече са се раждали болни от различни заболявания.
Опасност от отравяне има при боядисване с оловни бои, когато се пази храна в гледжосани съдове, отровна е газовата смес от ауспуха на колите и т.н. Ежегодно около 200 000 t Pb замърсяват околната среда на планетата Земя. В този процес участва и човека. Също така оловото се натрупва и в костите на живите организми. Протича процесът заместване на калция с олово.

## Приложения
Използвана сплав от олово 60% и калай 40%: ПОС-40 (ПОК 40)за запояване. Темп.топене 210 – 220 °C

### Приложения в миналото
Оловото е било използвано за:
- направа на водопроводи и прибори за хранене.
- производството на оловни бои с бял, жълт и червен цвят
- консерватор на различни храни и напитки
- направата на детски играчки
- направата на ауспуси за колите
- направата на покриви и огради – особено в Османската Империя. В Пловдив е имало т. нар. Куршум хан. Хората го нарекли така, защото покрива му е бил направен от олово (от турски: куршум, което значи олово).

### Приложения в днешно време
Оловото изолира от радиоактивни лъчения, затова се използва за направата на защитни прегради, на защитни наметала при рентгенови снимки и др.
Също се използва за:
- оцветяващ елемент на керамичните политури – в жълт и червен цвят
- направата на метателни оръжия
- производство на патрони
- удължаване на горенето на някои свещи
- направата на колани за гмуркачите с акваланги с цел да противодейства на естествената способност на човек да се задържа над водата
- направата на високоволтажни кабели – като обвивен материал, за да предотврати водна дифузия в изолираното пространство
- производство на оловно-цинкови батерии